# Guertoufa
Guertoufa là một đô thị thuộc tỉnh Tiaret, Algérie. Dân số thời điểm năm 2002 là 5.9 người.